# Малая Лепетиха
Малая Лепетиха (укр. Мала Лепетиха) — село в Великолепетихской поселковой общине Каховского района Херсонской области Украины.
Население по переписи 2001 года составляло 2235 человек. Почтовый индекс — 74510. Телефонный код — 5543. Код КОАТУУ — 6521283301.

## История
В XIX веке село Малая Лепетиха было в составе Зеленовской волости Мелитопольского уезда Таврической губернии.
В 2022 году, во время вторжения России на Украину, село было захвачено. На данный момент находится под оккупацией ВС РФ.

## Население

### Языковой состав
Родной язык населения по данным переписи 2001 года:
| Язык       | Численность, чел. | Доля     |
| ---------- | ----------------- | -------- |
| Украинский | 2 041             | 91,32 %  |
| Русский    | 158               | 7,07 %   |
| Другие     | 36                | 1,61 %   |
| Итого      | 2 235             | 100,00 % |

## Местный совет
74510, Херсонская область, Каховський район, с. Малая Лепетиха